# Frohngau
Frohngau in der Eifel ist ein Ortsteil der Gemeinde Nettersheim im nordrhein-westfälischen Kreis Euskirchen.

## Geografie

### Geografische Lage
Frohngau befindet sich inmitten des deutsch-belgischen Naturparks Hohes Venn-Eifel und im Eifeler Quelldreieck Ahr-Erft-Urft.

### Entfernungen
| Köln   | ca. 69 km  |
| Aachen | ca. 70 km  |
| Trier  | ca. 110 km |
| Bonn   | ca. 46 km  |

### Verkehr
Frohngau ist über den Bahnhof Nettersheim (8 km) an die Eifelstrecke Köln–Trier angeschlossen. Der Bahnhof Bad Münstereifel liegt 11 km entfernt.
Die VRS-Buslinien 820 und 824 der RVK verbinden den Ort mit Nettersheim, Blankenheim, Bouderath und Bad Münstereifel, überwiegend als TaxiBusPlus im Bedarfsverkehr.
| Linie | Verlauf |
| ----- | --- |
| 820   | MiKE (außer im Schülerverkehr): Bouderath – Roderath – Frohngau – Holzmülheim – Buir – Tondorf – Engelgau – Zingsheim – Nettersheim Bf – Marmagen – Bahrhaus                                                                              |
| 824   | MiKE (außer im Schülerverkehr): Blankenheim – Mülheim – Tondorf – Buir – Holzmülheim – Frohngau – Roderath – Bouderath – (Witscheiderhof – Bergrath) / Kolvenbach – Hohn – Eicherscheid – Bad Münstereifel Eifelbad – Bad Münstereifel Bf |

Etwa 5 km südlich liegt die Autobahnanschlussstelle Blankenheim/Tondorf der BAB 1.

## Geschichte

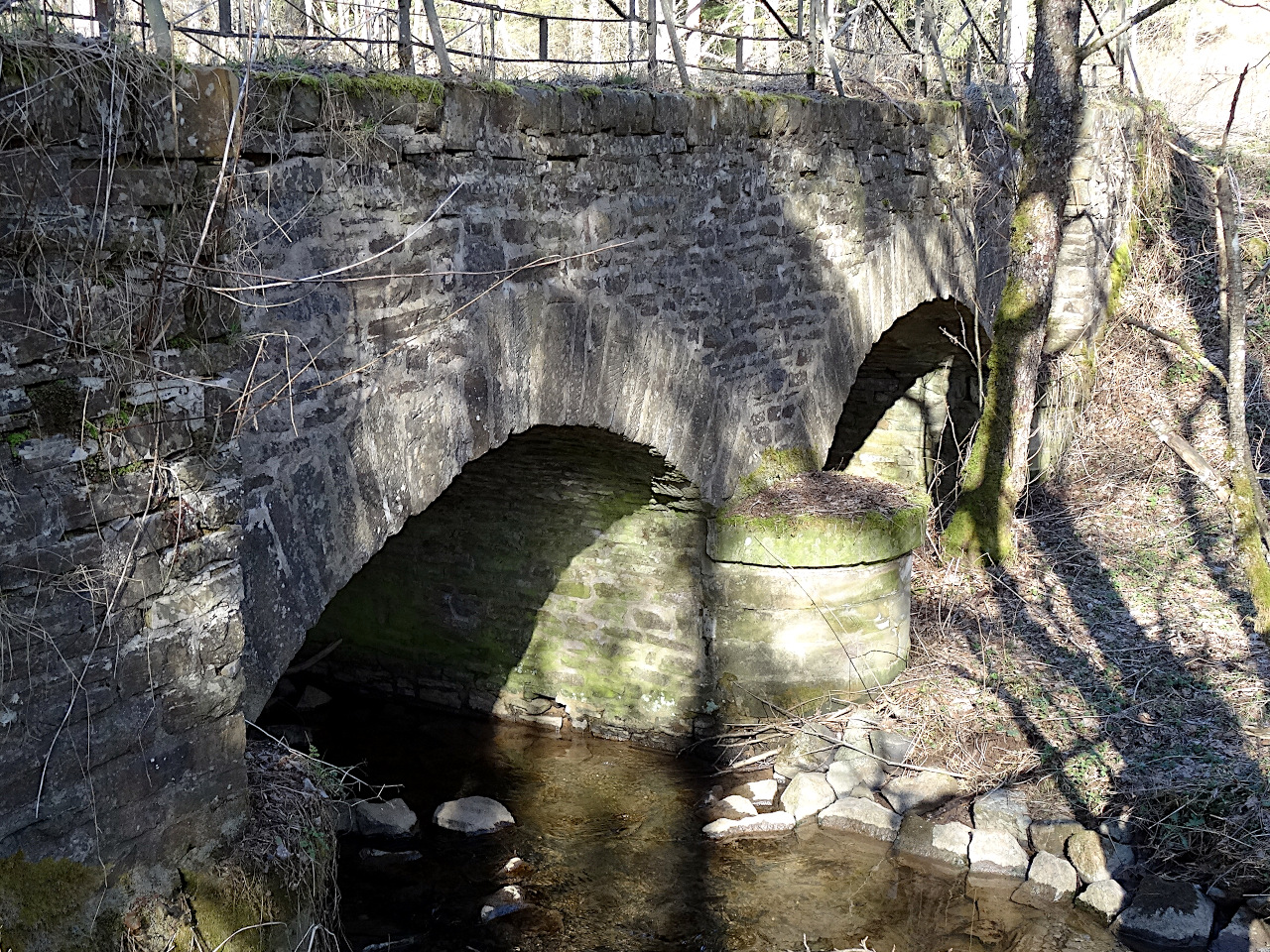
Denkmalgeschützte Römerbrücke über den Genfbach bei Nettersheim-Frohngau

Funde aus der Römerzeit belegen eine Besiedlung in den ersten Jahrhunderten nach Christus. Der Kirchturm war vermutlich ursprünglich ein römischer Wehrturm.
Die erste schriftliche Erwähnung von Frohngau unter der Bezeichnung „villa gouuua“ stammt aus dem Jahre 867.
Sie befindet sich in einer Urkunde König Lothars II. vom 20. Januar 867, mit der dieser dem Edelherrn Otbert vier Höfe, Ackerland und Forst von seinem Besitz im Landgut Villa Gouva zu Lehen gibt.
Ob zu dem Landgut eine Kapelle gehörte, kann nicht nachgewiesen werden.
Diese Urkunde befindet sich in dem heute in der Stadtbibliothek Trier aufbewahrten Goldenen Buch der Abtei Prüm.
1492 tritt Frohngau als „Gauwe“ auf und im 16. Jahrhundert wird der Ort als „Froingauw“ bezeichnet.
Schon eine Urkunde König Zwentibolds aus dem Jahre 898 erwähnt mehrere Kirchen, die zur Pfarre Tondorf gehörten und zu denen wahrscheinlich auch eine Kapelle in Frohngau zählte. 1307 wurde Frohngau mit der Kapelle „St. Margareta“ urkundlich als luxemburgisches Lehen erwähnt.
Im Jahre 1400 wurde der Ort in den Bonner Annalen Band II Seite 127 und 177 mit dem Namen Frungau erwähnt. 1659 veranlasste Graf Salentin Ernst von Blankenheim den Bau der ersten Schule direkt neben der Kirche. Unterricht erteilte der Vikar oder Primissarius. Die Teilnahme am Unterricht war freiwillig.
Die Französische Revolution führte im Jahre 1794 zur französischen Besetzung des Rheinlands und brachte gesellschaftliche Umwälzungen mit sich. Verwaltungsmäßig gehörte Frohngau danach zum Kanton Gemünd im Arrondissement d’Aix-la-Chapelle (dt. Aachen) des Rur-Departements.
Nach dem Tod des Frohngauer Pfarrers im Jahre 1877 war die Pfarre bis 1887 infolge des Kulturkampfes unter Reichskanzler Bismarck unbesetzt.
Pfarrer Lösgen musste 1941 die Pfarre Frohngau verlassen, weil er sich mit der Nationalsozialisten angelegt hatte. Wegen seiner Überzeugung, die er offen aussprach, inhaftierten ihn die Nazis.
Ende 1944 und Anfang 1945 erlitt auch Frohngau durch das Näherrücken der Front im Zweiten Weltkrieg Zerstörungen: Unter anderem wurde am 2. Oktober 1944 durch einen Luftangriff die Pfarrkirche und das Pfarrhaus beschädigt. Auch Wohnhäuser und Wirtschaftsgebäude wurden in dieser Zeit zerstört oder getroffen. Am 7. März 1945 erreichten amerikanische Besatzungstruppen Frohngau.
Am 1. Juli 1969 wurde Frohngau nach Nettersheim eingemeindet.

## Pfarrkirche

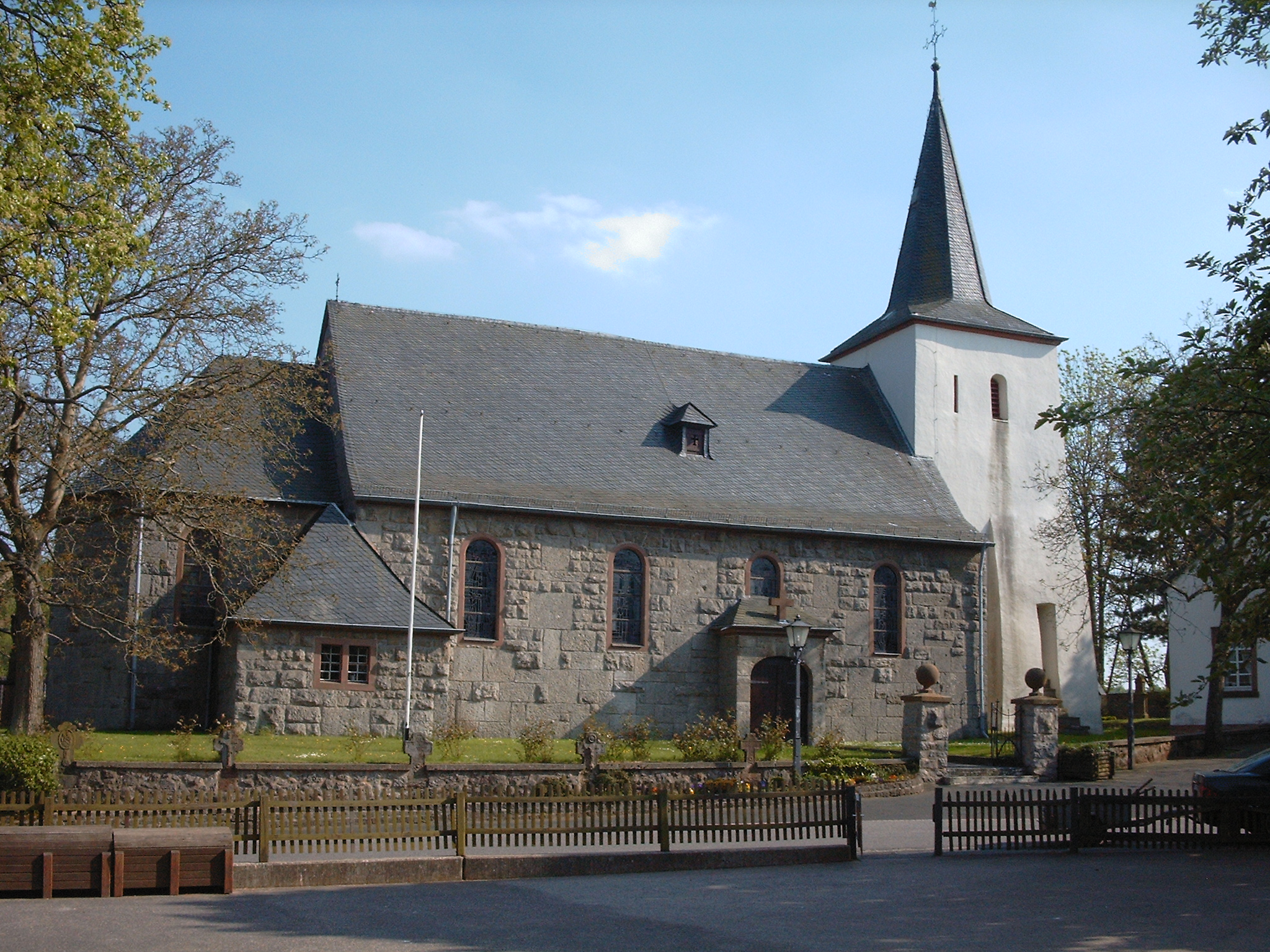
Pfarrkirche St. Margareta Frohngau

Frohngau hat eine katholische Pfarrkirche, die der heiligen Margareta geweiht ist.
Der Kirchturm ist der älteste noch erhaltene Teil der Kirche. Sein Baustil ist nach der Kirchenchronik der Romanik oder nach einem Gutachten der Denkmalpflege der Spätgotik zuzuordnen. In der Kirche befindet sich u. a. ein Marmor-Taufstein aus dem 16. Jahrhundert mit dem Wappen des Trierer Bischofs Johann IV. Ludwig von Hagen (1492–1547). Er stammt ursprünglich aus Blankenheim (Ahr) und wurde von ihm gestiftet. Das zu klein gewordene Kirchenschiff, das erst im 18. Jahrhundert neu errichtet worden war, wurde 1923 abgebrochen und nach Plänen von Theodor Schlebusch aus Bonn durch einen Neubau in Form einer Saalkirche ersetzt.
Die Pfarrgemeinde Frohngau-Buir besteht seit 1804, nachdem sie sich von der Pfarre Tondorf abgelöst hatte.

## Sagen und Brauchtum
In der Frohngauer Flur „Die Eisengrube“ gab es einen großen Fels, den man Zwergsley (Dialekt: „Quergsley“) nannte, der aber später einem Steinbruch zum Opfer fiel.
In diesem Fels gab es Höhlen, in dem der Sage nach Zwerge (Dialekt: „Querje“) gewohnt haben sollen.
Außerdem erzählte man von einem unterirdischen Gang von der Zwergsley bis zur Bouderather Kirche.
In Frohngau hat sich der alte Fastnachtsbrauch „Äezebär und Königin“ (hochdeutsch: „Erbsenbär“, auch Strohbär) erhalten. Die Jungen wählen aus ihren Reihen einen „Äezebär“, die Mädchen wählen eine Königin.

## Vereine
Das Dorfleben wird geprägt von zahlreichen Vereinen:
- Vereinsgemeinschaft Frohngau e. V.
- Förderverein der Löschgruppe Frohngau
- Förderverein St. Margareta e. V.
- Frohngauer Dorftreff alte Schule e. V.
- Junggesellenverein Frohngau
- Musikverein Frohngau e. V.
- SV Erfttal 80 e. V.
- Theaterverein Frohngau e. V.